# Навијач (филм)
Навијач је југословенски  кратки филм из 1985. године.  Режирао га је Игор Гало, који је уједно писао и сценарио за филм, док је музику за филм радила група Азра.
Филм је премијерно приказан 26. фебруара 1985. године.

## Улоге
| Глумац                 | Улога        |
| ---------------------- | ------------ |
| Слободан Алигрудић     | Леон Јурак   |
| Илија Ивезић           |              |
| Миодраг Крстовић       |              |
| Сузана Манчић          | Лидија Бауер |
| Семка Соколовић-Берток |              |